# Hermione Baddeley
Hermione Youlanda Ruby Clinton-Baddeley (Broseley, 13 de novembro de 1906 – Los Angeles, 19 de agosto de 1986) foi uma atriz inglesa de teatro, cinema e televisão. Ela normalmente interpretava personagens ousadas e vulgares, muitas vezes chamadas de "atrevidas" ou "agressivas". Ela encontrou seu meio na revista, na qual atuou das décadas de 1930 a 1950, co-estrelando diversas vezes com a atriz inglesa Hermione Gingold.
Baddeley foi indicada ao Oscar de Melhor Atriz Coadjuvante por sua atuação em Room at the Top (1959) e ao Tony Award de Melhor Performance de Atriz Principal em uma Peça por The Milk Train Doesn't Stop Here Anymore em 1963. Ela retratou a Sra. Cratchit no filme Scrooge de 1951 e a empregada Ellen no filme da Disney de 1964 Mary Poppins. Ela dublou Madame Adelaide Bonfamille no filme de animação da Disney de 1970, The Aristocats. Em 1975, ela ganhou o Globo de Ouro de Melhor Atriz Coadjuvante em Série de Televisão por sua interpretação de Nell Naugatuck na série de TV Maude.

## Juventude
Baddeley nasceu em Broseley, Shropshire, filho de W.H. Clinton-Baddeley e Louise Bourdin que era francesa. Baddeley era descendente do general britânico da Guerra de Independência Americana, Sir Henry Clinton. Sua irmã mais velha, Angela Baddeley, também era atriz. Seu meio-irmão, William Baddeley, era um clérigo da Igreja da Inglaterra que se tornou Reitor de Brisbane e Reitor Rural de Westminster.
Uma aparição inicial no palco ocorreu em 1923, quando ela apareceu na peça de Charles McEvoy, The Likes of Her, no West End de Londres.

## Carreira

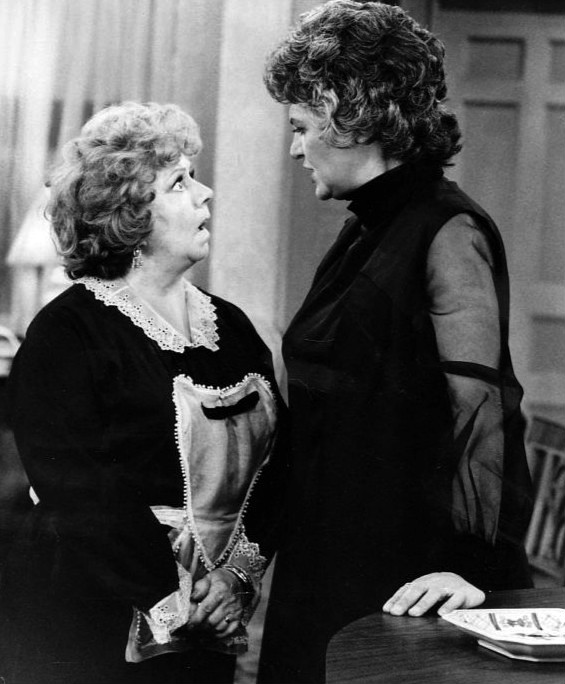
Baddeley (à esquerda) como Sra. Naugatuck em Maude, com Bea Arthur

Baddeley era conhecida por atuar coadjuvante em filmes como Passport to Pimlico (1949), Tom Brown's Schooldays e Scrooge (ambos de 1951), The Pickwick Papers (1952), The Belles of St Trinian's (1954), Mary Poppins (como Ellen, a empregada doméstica) e The Unsinkable Molly Brown (ambos de 1964), embora ela tenha começado a fazer filmes na década de 1920. Um de seus papéis mais importantes foi em Brighton Rock (1947), no qual interpretou Ida, uma das personagens principais, cuja investigação pessoal sobre o desaparecimento de uma amiga ameaça o anti-herói Pinkie.
Baddeley também teve vários créditos de palco. Ela teve um longo relacionamento profissional com Noël Coward, aparecendo em muitas de suas peças ao longo das décadas de 1940 e 1950. A mais bem-sucedida foi sua parceria com Hermione Gingold na comédia de Coward, Fallen Angels, embora as duas mulheres "não estivessem mais se falando" no final da temporada.

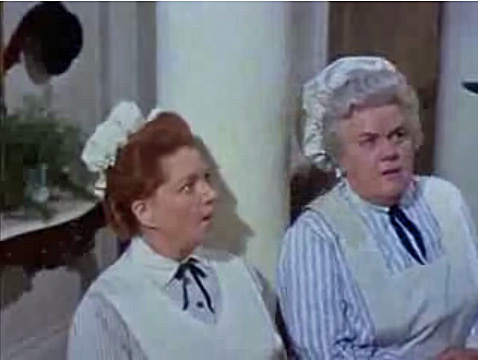
Baddeley (esquerda) e Reta Shaw no filme Mary Poppins (1964)

Baddeley foi indicada ao Oscar de Melhor Atriz Coadjuvante por sua interpretação da melhor amiga de Simone Signoret em Room at the Top, de Jack Clayton (1959). Com 2 minutos e 19 segundos de tempo de tela, seu papel é o mais curto já indicado ao Oscar. Em 1960, ela interpretou a prostituta Doll Tearsheet na série da BBC de peças históricas de Shakespeare, An Age of Kings, atuando ao lado de sua irmã Angela como Mistress Quickly. Em 1963, ela foi indicada ao Tony Award da Broadway como Melhor Atriz (Drama) por The Milk Train Doesn't Stop Here Anymore.
Ela era conhecida pelo público americano por papéis em Bewitched, The Cara Williams Show, Camp Runamuck, Batman, Wonder Woman, $weepstake$, Little House on the Prairie, e Maude (interpretando a segunda governanta da personagem-título, Nell Naugatuck).
Perto do final de sua carreira, Baddeley também foi dubladora, incluindo papéis em The Aristocats (1970) e The Secret of NIMH (1982).

## Vida pessoal

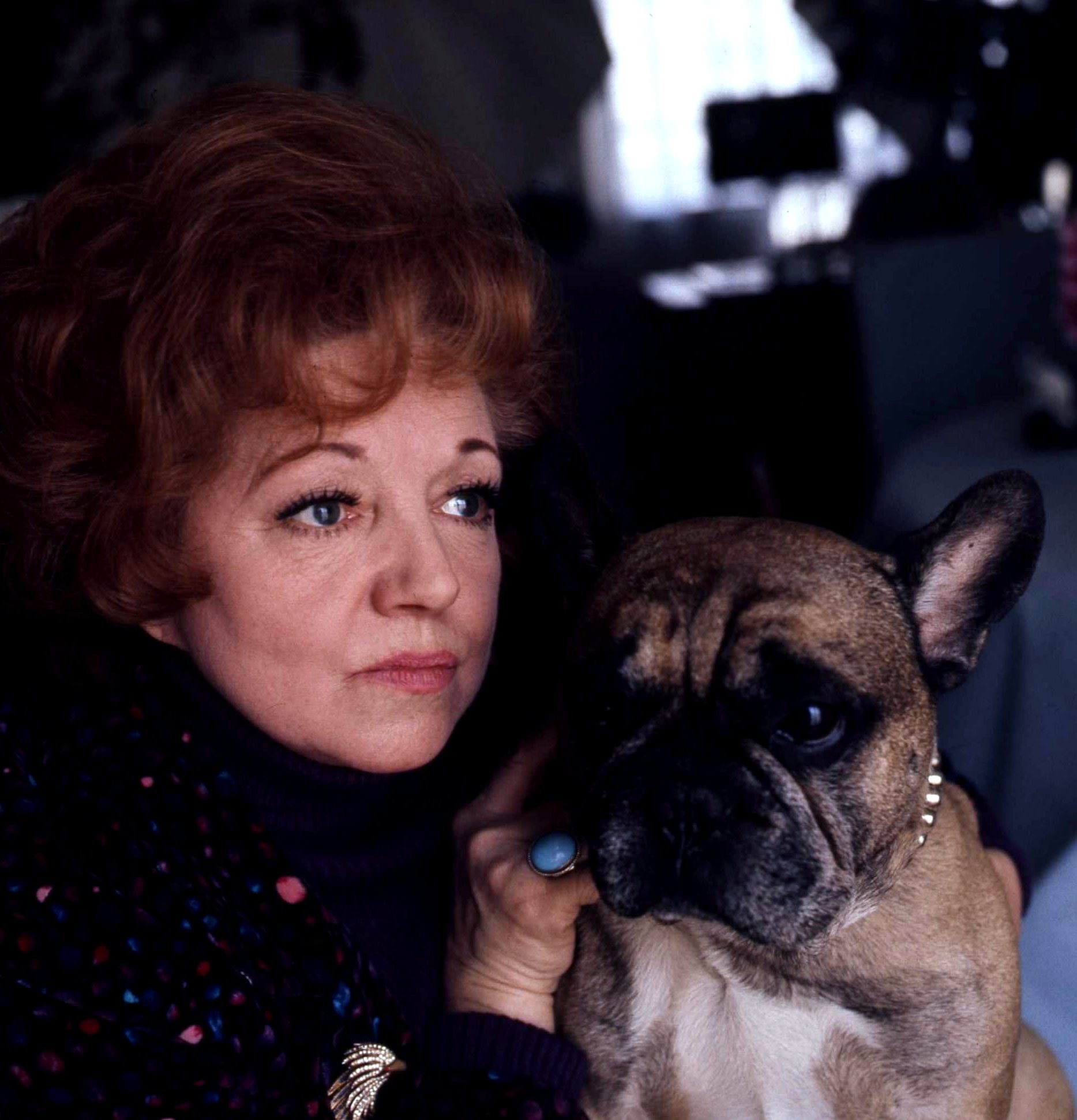
Baddeley em 1978

Em 1928 Baddeley casou-se com o aristocrata e socialite inglês David Tennant (terceiro filho de Edward Tennant, 1.º Barão Glenconner). Ela chegou uma hora atrasada para o casamento, por ter se esquecido do horário reservado para a cerimônia. Eles alugaram a Mansão Teffont Evias, que ficou conhecida por suas festas barulhentas (incluindo banhos mistos nus no lago de peixinhos dourados). Ela teve um filho, David (nascido em 1930), e uma filha, Pauline Laetitia Tennant (1927–2008); o casal se divorciou em 1937.
Em 1940, Baddeley casou-se com o major John Henry ("Dozey") Willis, dos 12th Lancers, filho do major-general Edward Willis, vice-governador de Jersey. Eles se divorciaram em 1946. Ela teve um relacionamento relativamente breve com o ator Laurence Harvey, 22 anos mais novo. Embora Harvey tenha proposto casamento a ela, Baddeley achou que a diferença de idade era muito grande e recusou.
Baddeley era conhecida por sua devoção aos animais. Ela dedicou sua autobiografia, The Unsinkable Hermione Baddeley, ao seu cachorro de estimação. Ela continuou a trabalhar no cinema e na televisão até pouco antes do fim de sua vida.
Ela morreu após uma série de derrames em 19 de agosto de 1986, aos 79 anos, no Cedars-Sinai Medical Center, em Los Angeles. Seus restos mortais foram devolvidos ao Reino Unido. Ela deixou dois filhos, Pauline Tennant e David, de seu primeiro casamento.

## Filmografia
- A Daughter in Revolt (1927) como Calamity Kate
- The Guns of Loos (1928) como Mavis
- Caste (1930) como Polly Eccles
- Royal Cavalcade (1935) como garçonete
- Kipps (1941) como Miss Mergle
- It Always Rains on Sunday (1947) como Sra. Spry
- Brighton Rock (1948) como Ida Arnold
- No Room at the Inn (1948) como Sra. Waters
- Quartet (1948) como Beatrice Sunbury (segmento "The Kite")
- Passport to Pimlico (1949) como Edie Randall
- Dear Mr. Prohack (1949) como Eve Prohack
- The Woman in Question (1950) como Sra. Finch
- Hell Is Sold Out (1951) como Mme. Louise Menstrier
- There Is Another Sun (1951) como Sarah
- Scrooge (1951) como Sra. Cratchit
- Tom Brown's Schooldays (1951) como Sally Harrowell
- Song of Paris (1952) como Sra. Ibbetson
- Time Gentlemen, Please! (1952) como Emma Stebbins
- The Pickwick Papers (1952) como Sra. Bardell
- Cosh Boy (1953) as Sra. Collins
- Counterspy (1953) como  Madame Del Mar
- The Belles of St. Trinian's (1954) como Miss Drownder
- Women Without Men (1956) como Grace
- Room at the Top (1959) como Elspeth
- Jet Storm (1959) como Sra. Satterly
- Expresso Bongo (1959) como Penelope
- Let's Get Married (1960) como Mrs. O'Grady
- Midnight Lace (1960) como Dora Hammer
- Rag Doll (1961) como Princesa
- Information Received (1961) como Maudie
- The Unsinkable Molly Brown (1964) como Buttercup Grogan
- Mary Poppins  (1964) como Ellen, A Doméstica
- Harlow (1965) como Marie Dressler
- Marriage on the Rocks  (1965) como Jeannie MacPherson
- Do Not Disturb (1965) como Vanessa Courtwright
- The Adventures of Bullwhip Griffin (1967) como Miss Irene Chesney
- The Happiest Millionaire (1967) como Sra. Worth
- The Aristocats (1970) como Madame Adelaide Bonfamille (voz)
- Up the Front (1972) como Monique
- The Black Windmill (1974) como Hetty
- South Riding (adaptação para TV) (1974) como Sra. Beddows
- C.H.O.M.P.S. (1979) como Sra. Flower
- There Goes the Bride (1980) como Daphne Drimond
- The Secret of NIMH (1982) como Tia Megera